# Слепец (журнал)
«Слепе́ц» — российский журнал, выходивший ежемесячно в 1889—1917 гг. с подзаголовком «Журнал для обсуждения вопросов, касающихся улучшения быта слепых».
Возник как продолжение журнала «Русский Слепец», выходившего в 1886—1889 гг. под редакцией Оттокара Адеркаса (до 1888 г. совместно с Владимиром Семчевским). Новое издание возглавил директор Александро-Мариинского училища слепых Герман Недлер, редакция располагалась в училище. До 1892 г. Недлер был одновременно редактором и издателем журнала, в 1892 г. журнал был официально передан в ведение Попечительства императрицы Марии Александровны о слепых, а его редактором назначен Александр Чехов. В 1894 г. Недлер вернулся к исполнению обязанностей редактора и занимался журналом вплоть до своей смерти в феврале 1917 года. После этого обязанности редактора до конца года исполнял Кирилл Владимирович Малина, а затем журнал по экономическим причинам был закрыт.
В каждом номере журнала было 8 страниц, нумерация страниц была сплошной в течение года. В круг охватываемых «Слепцом» тем входили как вопросы тифлопедагогики и занятости, так и проблемы благотворительности, направленной на нетрудоспособных.